# Anders Bleckert von Nieroth
Anders Bleckert von Nieroth, född 6 januari 1675 troligen i Marbäcks socken, Jönköpings län, död 7 juni 1761 i Stockholm, var en svensk militär och kopparstickare.
Han var son till ryttmästaren Bengt von Nieroth och Elisabeth Rosenstråle och från 1712 gift med Anna Ida Christina Unverzagin. Nieroth deltog i det svenska fälttåget mot Ryssland som överste. Han tillfångatogs 1709 vid Perevolotjna och var under fångenskapen verksam som kopparstickare i Tobolsk. Från den tiden finns två bevarade plåtar graverade på båda sidor med löpande friser av blommor och blad samt ett porträtt av Carl von Drenteln och ett självporträtt. Nieroth är representerad vid Nordiska museet och med fyra kopparstick vid Nationalmuseum.